# أكتن
أكتِن أو أختان (بالإنجليزية: Achtan)‏ هي بطلة أيرلندية، ووالدة الملك والبطل الأيرلندي كورماك [الإنجليزية] (ابن الرؤيا). ورد في مجموعات الملوك الأدبية [الإنجليزية] أنها حملت به ووضعته في ظروف غير عادية.

## السيرة
كان ملك تارا، آرت ماك كوين، مسافرًا إلى معركةٍ توقع أن يموت فيها، وذلك لأن رؤية كان قد رآها حذرته من مصيره في هذه المعركة. وأثناء سفره، توقف في ليلة ما عند منزل أكتِن، وقابل والدها، سميث أولك آشا، وكشف والدها لآرت نبوءة مفادها أن النوم مع أكتِن كفيل بأن يُعطي شُهرة دائمة لعشيقها، فذهب آرت مُتلهِّفًا إلى مضطج أكتِن. وبعد أن انتهيا من ممارسة الحب، أخبرها آرت أنَّه سيتكفل بها وبالطفل الذي ستحمله، وذلك عن طريق تكليفه لصديقته لوجنا التي ستقوم بما يلزم من أجلها. وقد حملت بالفعل، ولكنها لم ترَ والد طفلها مرة أخرى، لأنَّ آرت قد تحقق ما كان يخشاه فقتل في المعركة.
ولمَّا اقترب أوان وضعها، توجهت أكتِن إلى منزل لوجنا الواقع في كوناخت، وما إن وصلت إلى حدود هذه المقاطعة حتَّى دخلت أكتِن في المخاض وكانت السماء رعدية. وعندما تمكن منها التعب ذهبت أكتن للبحث عن مساعدة، فعثرت ذئبة على الطفل وقامت بحمايته وإرضاعه، ولمَّا عادت حديثة العهد بالأمومة (أكتن) لم تجد طفلها في المكان الذي تركته فيه.
ومضت السنوات حتى عثر، في أحد الأيام، أحد الصيادين على شابٍ وحشي الطباع وقوي البنية وهو الذي قد كانت ربته الذئبة الأم. فأُعيد لم شمله بأمه، وذهبت الأم البشرية وابنها إلى تارا للمطالبة بالعرش، وهناك حكم باسم كورماك ماك إيرت، كورماك ابن الرؤيا. وتزوجت أكتِن من الصياد وعاشت هناك بالقرب من ابنها.